# Erzbistum Veszprém
Das in Ungarn gelegene Erzbistum Veszprém (ungarisch Veszprémi Érsekség oder Veszprémi főegyházmegye, lateinisch Archidioecesis Veszprimiensis) wurde als Bistum von König Stephan I. bereits im Jahre 1009 gegründet. Möglicherweise war es schon um 973 der provisorische Sitz des Missionsbischofs Bruno im Auftrag Ottos I., den wiederum der Bischof von Passau Pilgrim unterstützte. Das Bistum war der ungarischen Königsgemahlin besonders verbunden. Der Bischof krönte den König und war der Kanzler.
Das Bistum richtete vor 1273 eine höhere Bildungsstätte („Universität“) mit Kontakten nach Bologna zum Jurastudium ein. Sie wurde durch Brand mutwillig zerstört.
Im Jahr 1949 zählte es 703.198 Katholiken (80,4 %) in 329 Pfarreien mit 440 Diözesanpriestern und 183 Ordenspriestern.
Am 31. Mai 1993 wurde aus einem Teil seiner Diözese das neue Bistum Kaposvár errichtet und Veszprém zugleich zum Erzbistum und Metropolitansitz für die Bistümer Szombathely und Kaposvár erhoben. Bis dahin unterstand sie selbst der Kirchenprovinz Esztergom-Budapest.

## Weblinks

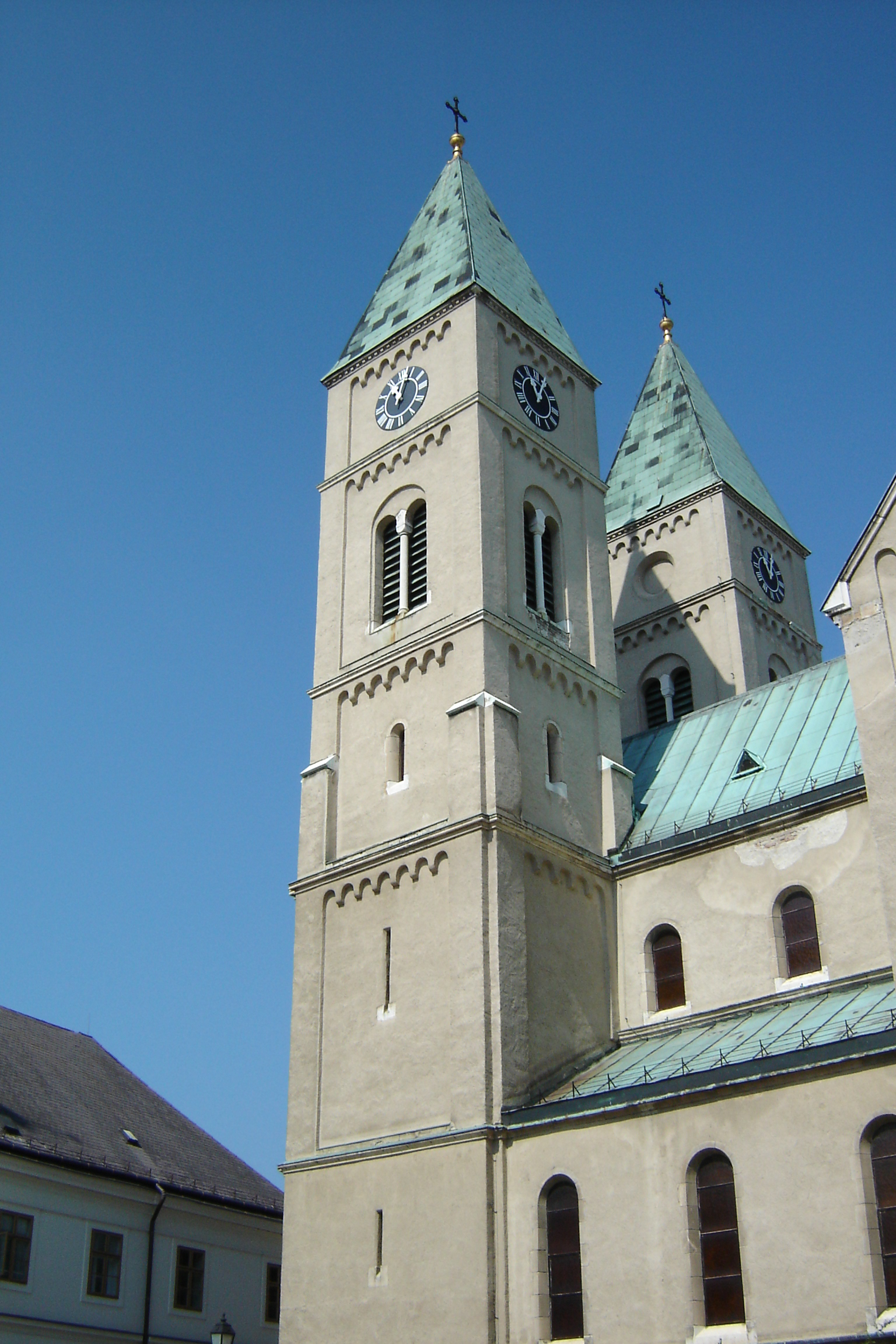
Kathedrale St. Michael in Veszprém